# Kulina (Aleksinac)
Pour les articles homonymes, voir Kulina.
Kulina (en serbe cyrillique : Кулина) est un village de Serbie situé dans la municipalité d'Aleksinac, district de Nišava. Au recensement de 2011, il comptait 585 habitants.

## Géographie

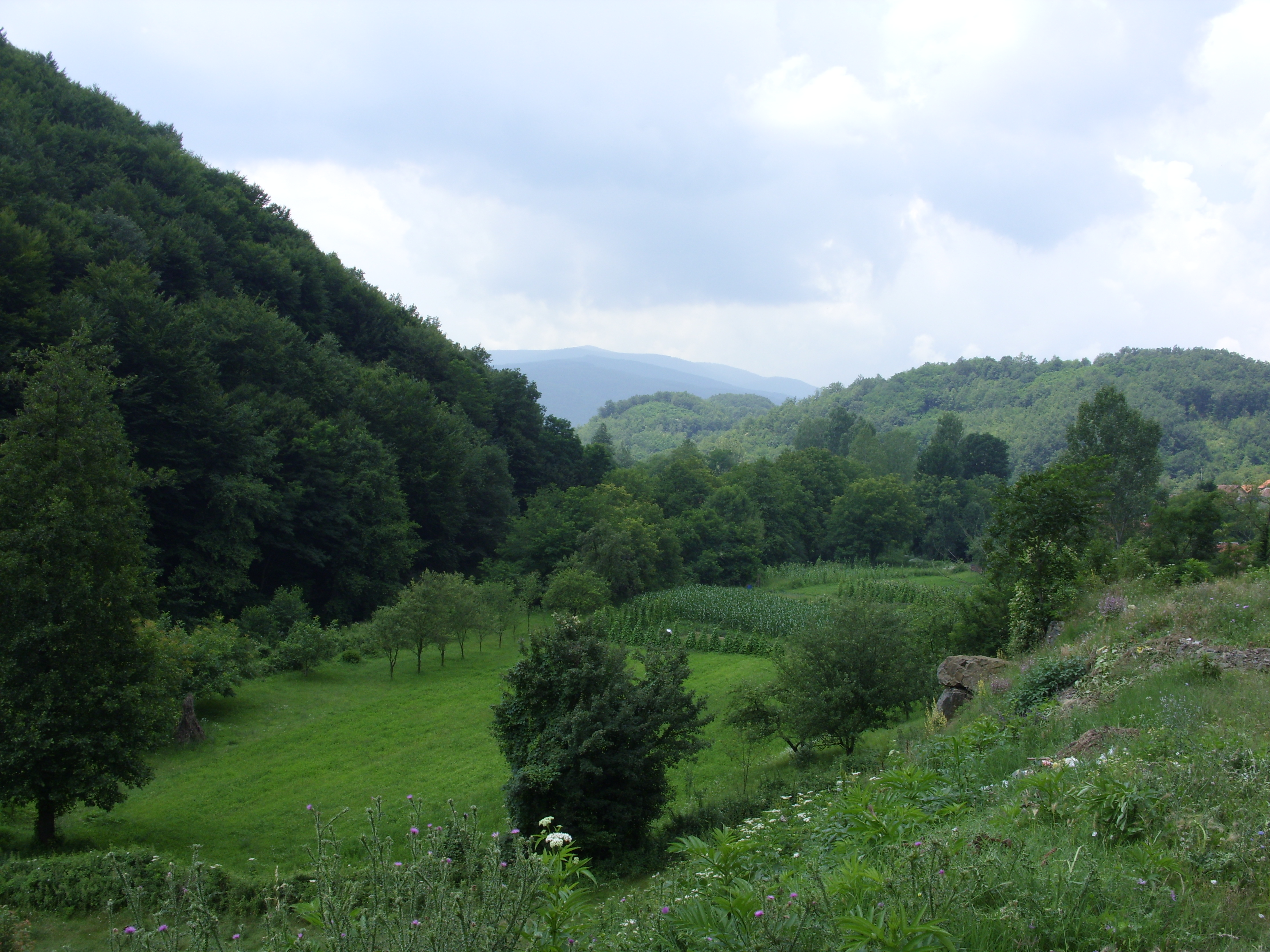
Collines aux alentours de Kulina

## Démographie

### Évolution historique de la population
| 1948 | 1953 | 1961 | 1971 | 1981 | 1991 | 2002 | 2011 |
| ---- | ---- | ---- | ---- | ---- | ---- | ---- | ---- |
| 543  | 528  | 670  | 676  | 672  | 764  | 731  | 585  |

|  |